# 山間溪
山間溪，原名三間屋溪，位於台灣東部之縣市管河川，幹流長度4.00公里，流域面積5.05平方公里，分佈於台東縣長濱鄉。主流（最長河道）上游為凸鼻溪，發源於長濱鄉三間村三間屋山東側，向東南流經三間屋（地名），於凸鼻南側注入太平洋。

## 水系主要河川
以下由下游至源頭列出水系主要河川，其中粗體字為主流河道。
- 山間溪：台東縣長濱鄉
  - 凸鼻溪：台東縣長濱鄉